# 2020年春川山林火災
2020年春川山林火災は2020年1月4日午後1時56分前後、大韓民国の江原道春川市新北邑鉢山里一員で発生した山火事。
発生以来20時間燃え、森林7ヘクタールを全焼させた。